# 皮什科韋
51°17′57″N 33°55′20″E / 51.29917°N 33.92222°E
皮什科韋（烏克蘭語：Пішкове）是位於烏克蘭東北部的村莊，由蘇梅州科諾托普區的普蒂夫利市鎮負責管轄。該村處於謝伊姆河右岸，分別距離松采韋0.5公里和哈里夫卡1.5公里，海拔高度154米，2001年人口16。